# Pure Jerry
Pure Jerry est une série de huit coffrets de 1, 2, 3 ou 4 CD proposant des extraits ou des concerts complets donnés par Jerry Garcia, le Jerry García Band et le Jerry Garcia acoustic band entre septembre 1974 et novembre 1991. Le premier coffret de la série a été publié en novembre 2004, le dernier le 31 août 2009.

## Liste des Titres de la collection
- Pure Jerry: Lunt-Fontanne, New York City, October 31, 1987 – 2004
- Pure Jerry: Lunt-Fontanne, New York City, The Best of the Rest, October 15–30, 1987 – 2004
- Pure Jerry: Theatre 1839, July 29 and 30, 1977 – 2004
- Pure Jerry: Keystone Berkeley, September 1, 1974 - 2004
- Pure Jerry: Merriweather Post Pavilion, September 1 & 2, 1989 – 2005
- Pure Jerry: Warner Theatre, March 18, 1978 – 2005
- Pure Jerry: Coliseum, Hampton, VA, November 9, 1991 (avec Bruce Hornsby) – 2006
- Pure Jerry: Jerry Garcia, John Kahn, Marin Veteran's Memorial Auditorium, San Rafael, February 28, 1986 - 2009